# کانتون ال کارمن
کانتون ال کارمن (به اسپانیایی: Cantón El Carmen) یک منطقهٔ مسکونی در اکوادور است که در استان مانابی واقع شده‌است.